# Jabugo
Jabugo és un poble de la província de Huelva (Andalusia), que pertany a la comarca de Sierra de Huelva. El municipi està conformat pels nuclis urbans d'El Repilado (on es troba l'estació de ferrocarril i la majoria de les indústries del porc ibèric), Los Romeros, Jabugo i El Quejigo.
Jabugo és internacionalment conegut gràcies al pernil produït a la zona, anomenat «Jamón de Jabugo».

## Demografia
| 1996 | 1998 | 1999 | 2000 | 2001 | 2002 | 2003 | 2004 | 2005 |
| ---- | ---- | ---- | ---- | ---- | ---- | ---- | ---- | ---- |
| 2595 | 2590 | 2591 | 2558 | 2546 | 2536 | 2522 | 2509 | 2475 |